# Rudawka (dopływ Rudawy)

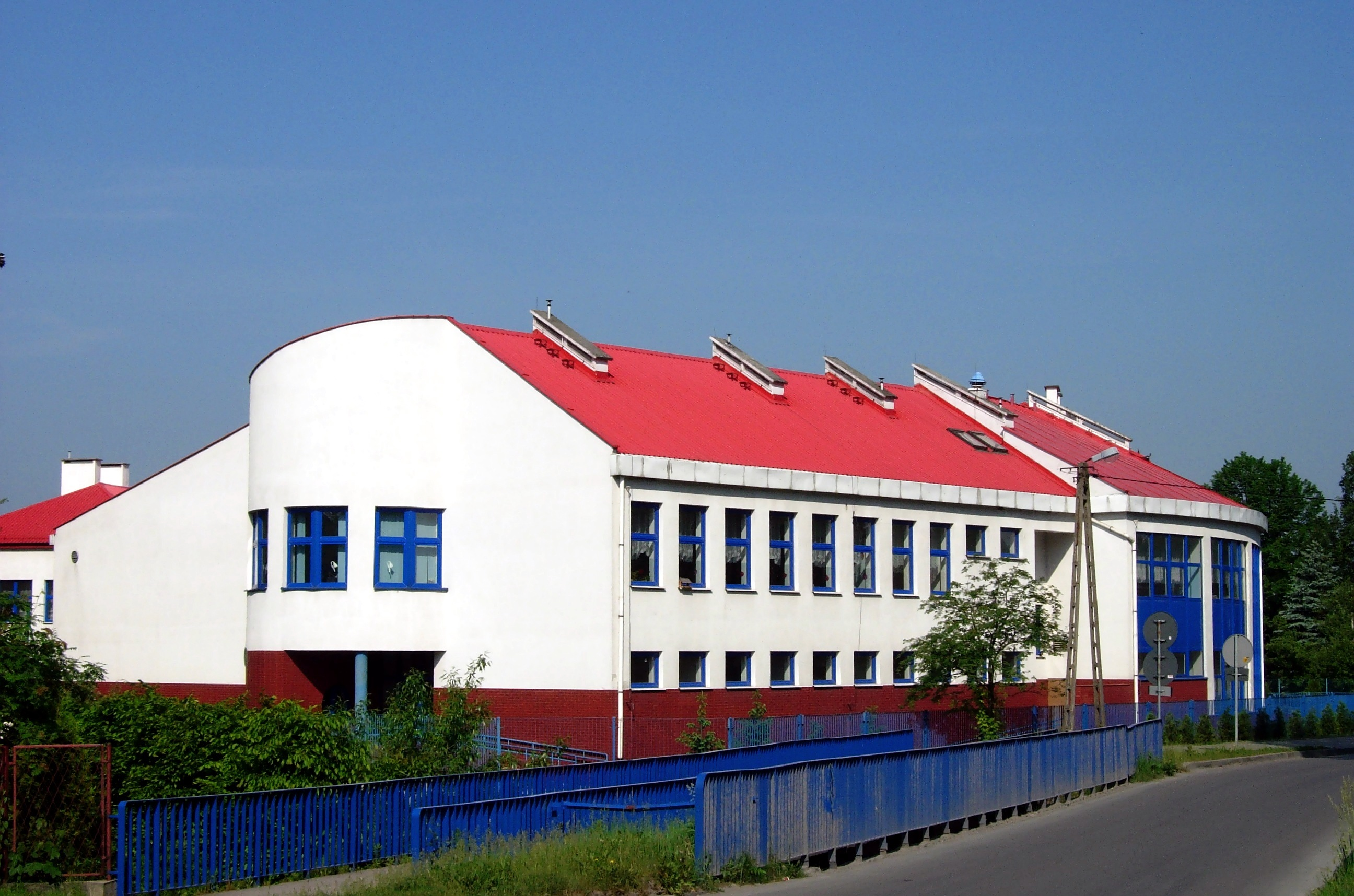
Most na Rudawce przy szkole w Rudawie

Rudawka – nazwa nadawana na niektórych mapach odcinkowi rzeki Rudawa pomiędzy ujściem Szklarki i Krzeszówki. Wykaz wód płynących Polski nie uznaje tej nazwy; według tego wykazu odcinek ten to po prostu rzeka Rudawa.
Rudawka powstaje w miejscowości Dubie po połączeniu Racławki płynącej z północy z Doliny Racławki ze Szklarką płynącą z północnego wschodu z Doliny Szklarki. Płynie około 5 km przez miejscowość Dubie, wschodni kraniec Radwanowic (gdzie wpływa potok z tej miejscowości) i zachodni kraniec Pisar. W zachodniej części miejscowości Rudawa łączy się z płynącymi od zachodu Rowem Krzeszowickim Krzeszówką.
Na przełomie XV i XVI w. na Rudawce w Dubiu zbudowano dwa młyny: Chechło i Dupp, potem jeszcze jeden w Rudawie.
Na rozległym cyplu położonym między Rudawką a rzeką Rudawą odkryto fragmenty naczynia ceramiki wstęgowej rytej oraz narzędzie pochodzące z epoki neolitu.
W okresie międzywojennym na Rudawce (w zachodniej części wsi Rudawa) wykopano kanał przeciwpowodziowy (obecnie jest on nieczynny – osuszony).

## Mosty drogowe i kolejowe
- Dubie, koło nieczynnego młyna na drodze do Radwanowic
- Rudawa (ul. Młyńska), k. młyna
- Rudawa (ul. Zakątek),
- Rudawa (ul. Polaczka), k. szkoły
- Rudawa, na trasie kolejowej Kraków-Katowice 133